# Hiroyuki Kōmoto
Hiroyuki Kōmoto (japanisch 河本 裕之 Kōmoto Hiroyuki; * 4. September 1985 in der Präfektur Kyoto) ist ein japanischer Fußballspieler.

## Karriere
Kōmoto erlernte das Fußballspielen in der Schulmannschaft der Takigawa Daini High School. Seinen ersten Vertrag unterschrieb er 2004 bei den Vissel Kobe. Der Verein spielte in der höchsten Liga des Landes, der J1 League. Am Ende der Saison 2005 stieg der Verein in die J2 League ab. Am Ende der Saison 2006 stieg der Verein wieder in die J1 League auf. Für den Verein absolvierte er 170 Ligaspiele. Im August 2012 wurde er an den Ligakonkurrenten Omiya Ardija ausgeliehen. Für den Verein absolvierte er 13 Erstligaspiele. 2013 kehrte er zum Zweitligisten Vissel Kobe zurück. 2013 wurde er mit dem Verein Vizemeister der J2 League und stieg in die J1 League auf. Für den Verein absolvierte er 42 Ligaspiele. 2015 wechselte er zum Zweitligisten Omiya Ardija. 2015 wurde er mit dem Verein Meister der J2 League und stieg in die J1 League auf. Am Ende der Saison 2017 stieg der Verein in die J2 League ab.